# Hartley (Northumberland)
Hartley è un paese della contea del Northumberland, in Inghilterra.